# Argentina vid världsmästerskapen i friidrott 2023
Argentina tävlade vid världsmästerskapen i friidrott 2023 i Budapest i Ungern mellan den 19 och 27 augusti 2023. 

## Resultat
Argentinas trupp bestod av 10 idrottare.

### Herrar
| Idrottare              | Gren               | Försöksheat  | Försöksheat | Semifinal        | Semifinal        | Final            | Final            |
| Idrottare              | Gren               | Resultat     | Placering   | Resultat         | Placering        | Resultat         | Placering        |
| ---------------------- | ------------------ | ------------ | ----------- | ---------------- | ---------------- | ---------------- | ---------------- |
| Elián Larregina        | 400 meter          | 45,42        | 5           | Gick inte vidare | Gick inte vidare | Gick inte vidare | Gick inte vidare |
| Diego Javier Lacamoire | 1 500 meter        | 3.38,92 0PB0 | 14          | Gick inte vidare | Gick inte vidare | Gick inte vidare | Gick inte vidare |
| Julián Molina          | 3 000 meter hinder | 8.46,44      | 13          | —                | —                | Gick inte vidare | Gick inte vidare |
| Joaquin Arbe           | Maraton            | —            | —           | —                | —                | 0DNF0            | 0DNF0            |
| Juan Manuel Cano       | 20 kilometer gång  | —            | —           | —                | —                | 1:27.29          | 45               |

Teknikgrenar
| Carlos Layoy        | Höjdhopp      | NM    | NM  | Gick inte vidare | Gick inte vidare | Gick inte vidare | Gick inte vidare |
| Germán Chiaraviglio | Stavhopp      | 5,35  | =22 | Gick inte vidare | Gick inte vidare |                  |                  |
| Nazareno Sasia      | Kulstötning   | 19,51 | 26  | Gick inte vidare | Gick inte vidare |                  |                  |
| Joaquín Gómez       | Släggkastning | 72,77 | 21  | Gick inte vidare | Gick inte vidare |                  |                  |

### Damer
Gång- och löpgrenar
| Idrottare          | Gren        | Försöksheat | Försöksheat | Semifinal        | Semifinal        | Final            | Final            |
| Idrottare          | Gren        | Resultat    | Placering   | Resultat         | Placering        | Resultat         | Placering        |
| ------------------ | ----------- | ----------- | ----------- | ---------------- | ---------------- | ---------------- | ---------------- |
| Fedra Luna Sambran | 1 500 meter | 4.19,00     | 13          | Gick inte vidare | Gick inte vidare | Gick inte vidare | Gick inte vidare |
| Fedra Luna Sambran | 5 000 meter | 0DNF0       | 0DNF0       | —                | —                | Gick inte vidare | Gick inte vidare |